# Forbundsfællekrigen
Forbundsfællekrigen (91 f.Kr. – 88 f.Kr.) var en krig mellem Rom og dens overvejende latinske allierede byer mod et forbund af overvejende italiske byer, der havde opsagt deres forbundspagt med Rom og i stedet dannet en ny stat med navnet Italia (oskisk: Vitellu). Krigen brød ud, da folketribunen Marcus Livius Drusus blev myrdet, efter at han har fremsat et forslag om fuld romersk borgerret til alle de italiske forbundsfæller. Rom vandt sammen med sine allierede den militære konflikt, men gav alligevel efter for oprørernes krav, idet alle, der nedlagde våbnene frivilligt blev tilbudt romersk borgerskab.

## Krigens forløb
Det italiske forbund valgte Corfinum som deres hovedstad og omdøbte den til Italia, hvilket havde, om ikke andet, stor symbolværdi, da de dermed kunne understrege deres ønske om en ny politisk orden i Italien. Hæren bestod af legionærer, som havde tjent i den romerske hær, og udgjorde alene derfor en stor trussel mod romerne og deres allierede.
To krigsskuepladser blev dannet, da italikerne delte deres hær i to, en marsisk gruppe under Quintus Poppaedius Silos kommando nord for Rom, og en gruppe mod syd under ledelsen af samniteren Papius Mutilius. Romerne dannede ligeledes to hærgrupper, hver under ledelse af årets konsuler Publius Rutilius Lupus, som blev vejledt af Gaius Marius og Pompeius Strabo, samt Lucius Julius Caesar, som havde Lucius Cornelius Sulla og Titus Didius med som rådgivere. For romerne var det vigtigt at vinde tidlige sejre, da det kunne afholde andre fra at komme italikerne til hjælp.

### Begivenheder år for år
90 f.Kr.
- Lucius Julius Caesar får vedtaget en lov (Lex iulia de civitate latinis danda) om romersk borgerskab til de forbundsfæller, der ikke griber til våben mod Rom
- Strabo belejrede Asculum
- Rutilius blev besejret og dræbt i Tolenusdalen
- Caepio blev plyndret af Poppaedius
- Det lykkedes Marius at genvinde de nævnte tab, og han fik overladt Rutilius’ kommando
- Aesernia – et vigtigt romersk fort for kommunikationen mellem nord og syd – blev tvunget til at overgive sig til italikerne
- Papius Mutilius invaderede Campanien og erobrede flere byer indtil han blev besejret af Caesar
- Italikerne foretog flere succesfulde togter ind i Apulien og Lukanien
- Trods store tab lykkedes det romerne at holde stand året ud

89 f.Kr.
- Begge årets konsuler blev sendt mod nord, mens Sulla tog kommandoen mod syd
- Cato, som var den ene af konsulerne, blev besejret og dræbt
- Den anden konsul Strabo besejrede en italisk hær på omkring 60.000 mand, og tvang Asculum til overgivelse
- Sulla gik i offensiven – besejrede en samnitisk hær og genvandt flere byer i Campanien

88 f.Kr.
- De største kamphandlinger var overstået, kun samniterne holdt stadig ud
- Romerne tilbød borgerskab til sine modstandere som led i fredsforhandlingerne – det er sandsynligvis hovedårsagen til at krigen slutter

## Baggrunden for krigen
Spørgsmålet om de italiske forbundsfællers status i Romerriget var efter Gracchernes reformforsøg stadig et åbent spørgsmål, og de samtidige kilder til krigen (Diodor, Polyb og Appian) hælder også til den forklaring at italikerne griber til våben i desperation over ikke at kunne romersk borgerskab, og derfor bryder fri af den romerske kontrol.
Mordet på Drusus var den udløsende faktor, men hans tilhørsforhold er uklart, var han nobilitas’ mand eller tilhænger af Graccherne, vurderingen af ham i kilderne er stærkt farvet af de efterfølgende begivenheder og enhver stillingtagen til ham præges derfor af ideologi og moralisering. Som fortaler for italikernes rettigheder fik han manøvreret sig ud på et spor, der bringer ham i konflikt med nobilitas, og ved mordet på ham bliver det åbenbart for italikerne at deres krav ikke vil blive indfriet. Romersk borgerret giver udover muligheden for at stemme på folkeforsamlingen også juridiske privilegier, muligheden for at erhverve fast ejendom i Rom, mulighed for licitationer på statsopgaver, at blive valgt til embeder o.m.a. Problemet for især nobilitas var at de ville komme i klart mindretal hvis resten af Italien fik borgerrettigheder; det var risikoen for yderligere konflikter, som betød at romerne måtte give sig.
Under krigen udstedte italikerne mønter, da penge var nødvendige til at betale soldaternes sold og samtidigt var et velegnet propagandamiddel. Nogle af dem er bevaret, og blandt dem er der afbildninger af Italia (= det nye land) i form af en gudinde. Andre bærer indskriften VITELLU (oskisk = Italien) og viser okse der dræber en ulvinde; viteliu betyder okse på latin, og oksen blev derved symbol for [Romerske Italien|Italien]. En anden viser forbundsfællernes ed, som symbol på deres sammenhold (det er den slags symboler som mest bruges, når der ikke er enighed). Mønterne viser, at italikerne udadtil lagde stor vægt på ønsket om selvstændighed fra Rom, men da muligheden for at opnå et vigtigt krav blandt dem opstod nedlagde de fleste hurtigt våbnene. Det kan betyde, at der blandt italikerne ikke nødvendigvis var fuld enighed om krigens målsætninger.
Efter krigen forsvandt både de ikke-latinske italiske sprog og etruskisk, og latin blev det dominerende sprog i hele Italien. Latin var hærens kommandosprog, det var overklassens sprog og bysproget, og i det mindste den italiske overklasse må derfor hurtigt være blevet integreret i den romerske.